# Tamworth Airport
Tamworth Airport är en flygplats i Australien. Den ligger i kommunen Tamworth Municipality och delstaten New South Wales, i den sydöstra delen av landet, omkring 310 kilometer norr om delstatshuvudstaden Sydney.
Närmaste större samhälle är Tamworth, nära Tamworth Airport.
Trakten runt Tamworth Airport består till största delen av jordbruksmark. Runt Tamworth Airport är det ganska tätbefolkat, med 120 invånare per kvadratkilometer. Genomsnittlig årsnederbörd är 898 millimeter. Den regnigaste månaden är februari, med i genomsnitt 160 mm nederbörd, och den torraste är oktober, med 18 mm nederbörd.